# 華麗なる変奏曲 (ショパン)
華麗なる変奏曲（かれいなるへんそうきょく、仏語:Variations brillantes）変ロ長調（作品番号12）は、フレデリック・ショパンが1833年に作曲したピアノ独奏のための変奏曲。同年に出版された。

## 概要
そもそも変奏曲という形式は、もっぱらピアノを用いて自由な和声や形式で幻想的な作品を書いていったショパンの作風とは相反するものであり、他には管弦楽付きピアノのための『ラ・チ・ダレム変奏曲』や遺作の習作数曲（フルートとピアノの二重奏や連弾作品を含む）が遺されているのみである。また、それらはいずれも10代の頃に書かれたものであり、早いうちに自分の作風とのずれを悟った作曲者は、既にこのジャンルの創作をしなくなった（ただ1837年にリストなど他の作曲家と、ピアノのための合作作品『ヘクサメロン変奏曲』を作っている）。この曲はピアノ独奏用の変奏曲としては作品番号を持つ唯一のものであり、またこのジャンルの名を冠した独立した楽曲としては最後のものである。
主題は当時流行のオペラ作曲家フェルディナン・エロルドの未完のオペラ『リュドヴィク』 (Ludóvic) の中のロンド・ファヴォリ「私は聖衣を売る」 (Je vends du Scapulaires) の旋律が使われている。ショパンはオペラの作曲を勧められるほど、オペラに興味を示していたことも事実であって、モーツァルトやマイアベーアのオペラの旋律を主題にした作品も遺している。この作品は、おそらくショパンも観たのであろう、エロルドの追悼としてジャック・アレヴィの手で補筆完成された『リュドヴィク』を、サロンでの演奏機会のために変奏曲に仕上げたのであろうと推測される。

## 楽曲
曲は序奏と4つの変奏、コーダからなる。
risolutoと記された序奏は、きらびやかな音階の下降によって開始され、初期作品に見られるような華やかで装飾音を多用した技巧的なものである。
主題はAllegro moderato6/8拍子の穏やかなもの。最後に力強い結句が付く。第1変奏は主題が16分音符に分割され、装飾が多用される。第2変奏はScherzoと記され、リズムに特徴がある。そこから第3変奏への橋渡しが行われ、雰囲気が一転してLento変ニ長調の自由で瞑想的な第3変奏となる。再び以降部のあと、第4変奏はScherzo vivaceと記され、華やかに装飾され、コーダに続き、曲は堂々と終わる。
第3変奏において多少、独自の幻想性が窺えるものの、変奏曲形式はショパンにとっては自由な想像を妨げる窮屈なものにしかならなかったらしく、初期作品に見られるようなサロンでの聴衆受けを第一に考えた作品だと捉えることができる。しかし、オペラや華やかな演奏技法、変奏曲形式など、当時の聴衆の趣味を知る上では興味深い作品と言える。